# Обыкновенный пятнистый орляк
Обыкновенный пятнистый орляк (лат. Aetobatus narinari) — вид хрящевых рыб одноимённого рода семейства орляковых скатов. Широко распространён в тропической зоне, включая Мексиканский залив, Гавайские острова, вдоль побережья западной Африки, в Индийском океане, Океании и вдоль обоих побережий Америки на глубине до 80 м. Обычно ведет одиночный образ жизни, но вне сезона размножения может образовывать крупные стаи. Относится к яйцеживородящим организмам, самки вынашивают яйца, а затем на свет появляется молодь, которая выглядит как миниатюрные взрослые особи.

## Описание

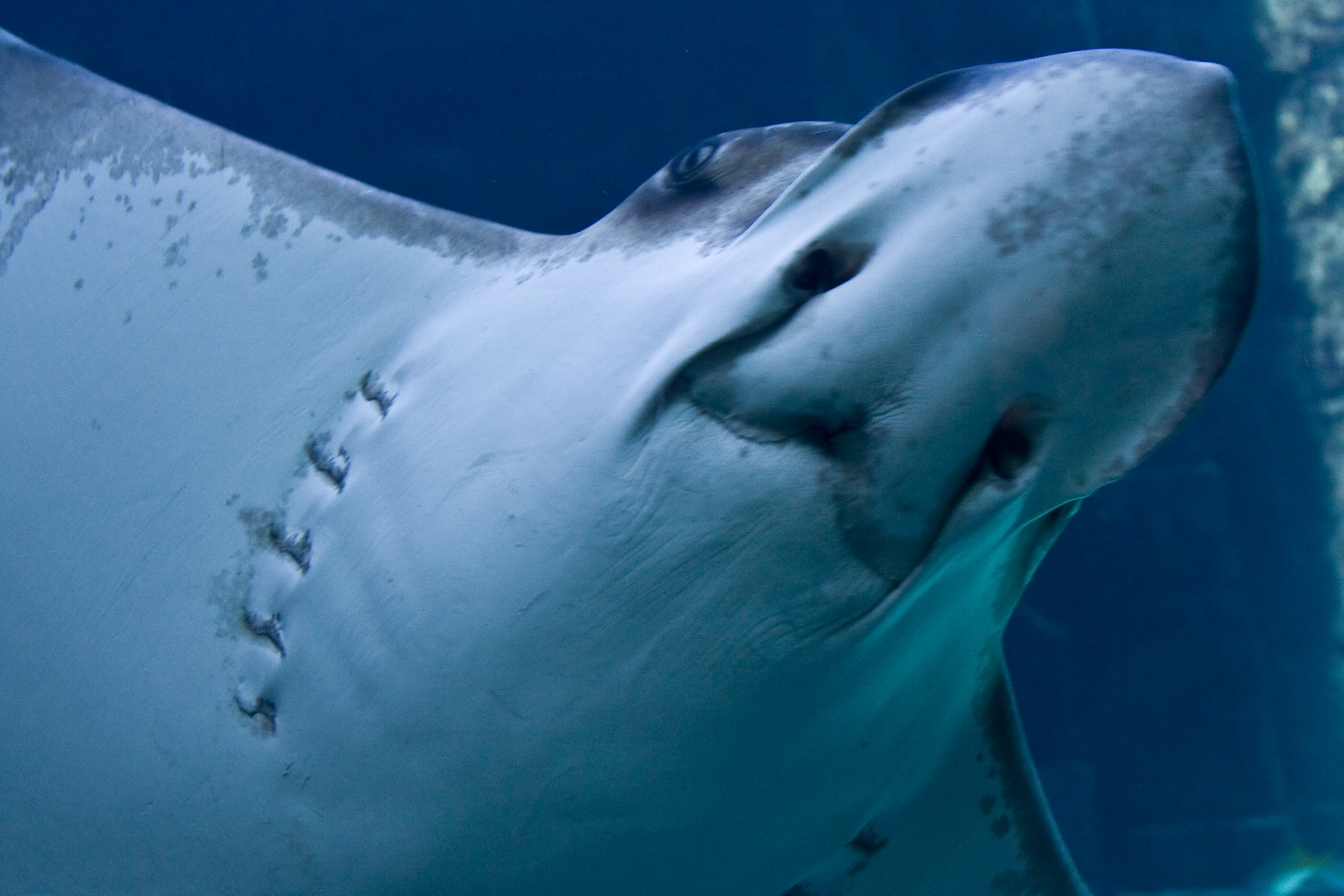
Голова пятнистого орляка крупным планом (вид снизу)

Имеет уплощенное тело в форме диска. Спинная поверхность окрашена в темно-синий или чёрный цвет с белыми точками, брюшная сторона — белая. Характерная форма плоского рыла напоминает утиный нос. Колючек на диске нет. Хвост длиннее, чем у других скатов, и несёт на себе 2—6 ядовитых шипов, расположенных сразу за брюшными плавниками. Хвостовой плавник отсутствует. Имеется небольшой спинной плавник. На нижней стороне длинного и крыловидного грудного диска расположены пять небольших жаберных щелей, ноздри и рот.
Взрослые особи достигают длины 3,3 м (до 8,8 м с хвостом), ширина диска до 2,5 м, масса тела до 230 кг.

## Таксономия
Впервые описан шведским ботаником Бенгтом Эуфрасеном под именем Raja narinari в 1790 году по экземпляру, отловленному, вероятно, у побережья Бразилии во время естественно-научной экспедиции на Антильские острова. Позже переименован в Stoasodon narinari. Современное родовое название Aetobatus происходит от др.-греч. ἀετός — орёл и др.-греч. βατίς — скат. Относится к семейству, которое включает самого крупного ската — манту (лат. Manta birostris). Большинство видов в данном семействе обитают в пелагиали океана, а не у дна.

## Биология

### Поведение

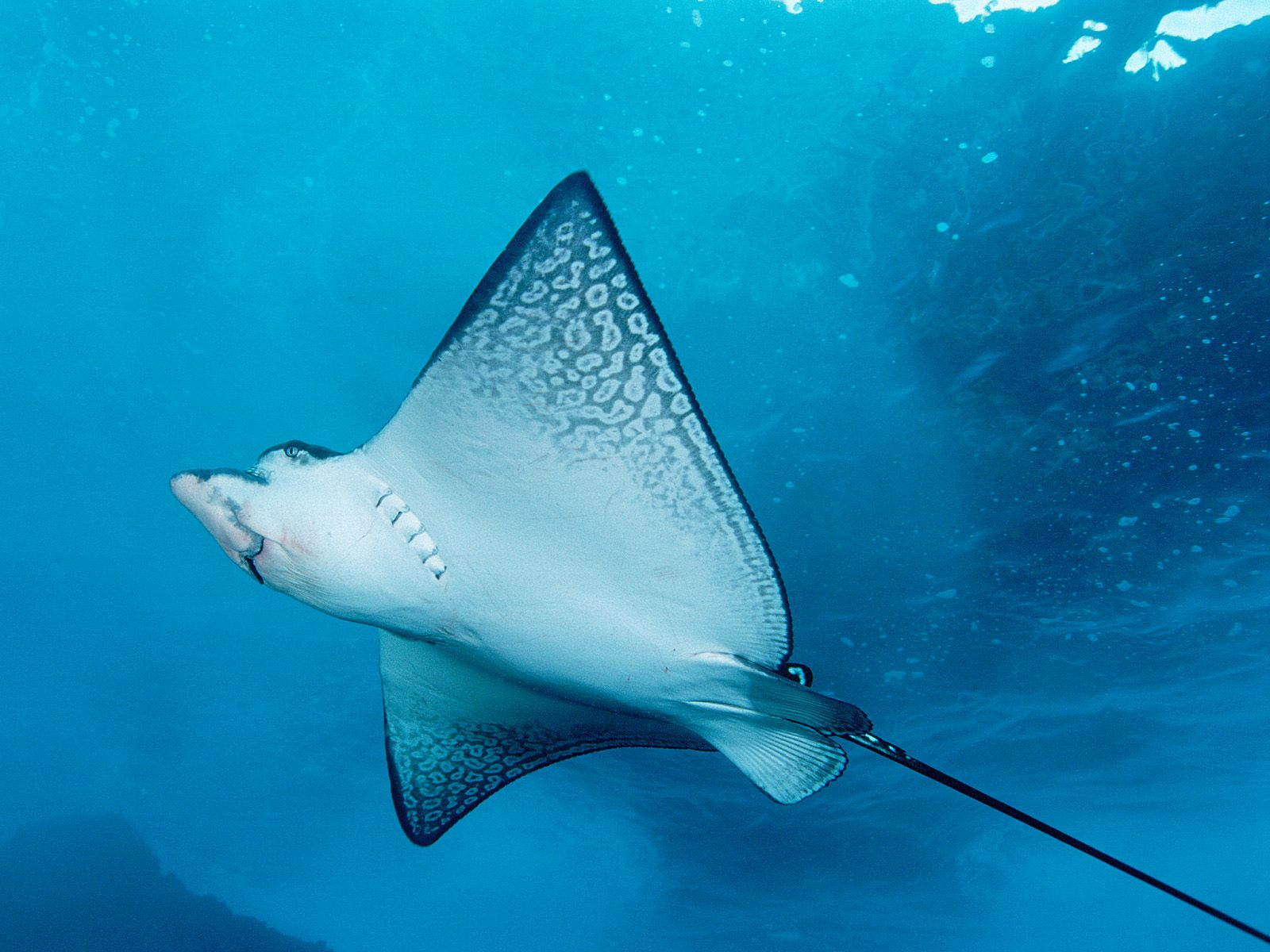
Нижняя сторона тела

Пятнистые орляки предпочитают воду температурой 24—27 °С. Суточные перемещения скатов связаны с приливами, они более активны в период высоких приливов. Для них характерны быстрые движения брюха и брюшных плавников, похожие на взмахи. При одиночном плавании повторяются 4—5 раз подряд. При передвижении в стае подобные действия повторяются регулярно и более интенсивно.
Также наблюдаются такие типы поведения, как ныряние и прыжки. При нырянии рыбы резко погружаются и затем возвращаются в исходное положение. У пятнистых орляков отмечено два типа прыжков. При первом типе рыба выходит из воды вертикально, а затем возвращается в воду по той же траектории. При втором типе скаты на высокой скорости многократно выпрыгивают из воды под углом в 45 градусов. На мелководье или за пределами обычной нагульной территории ведут одиночный образ жизни, но могут образовывать и стаи. Одной из форм перемещения в стае является так называемая «несвязанная агрегация», когда от 3 до 16 скатов плывут в одном направлении с одинаковой скоростью, но практически не взаимодействуя друг с другом.

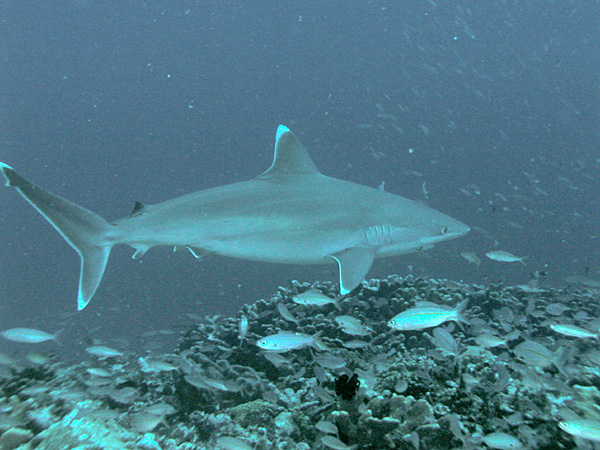
На пятнистых орляков охотятся разные виды акул, в том числе белопёрые серые акулы

Пятнистый орляк, как и другие виды скатов, часто подвергается нападениям акул, таких как тигровая акула, лимонная акула, акула-бык, белопёрая серая акула, гигантская акула-молот. Акулы также преследуют самок скатов в период деторождения и поедают новорожденных

### Размножение
Пятнистые орляки созревают в возрасте 4 — 6 лет. В сезон размножения демонстрируют своеобразное брачное поведение. Вначале самец, а иногда несколько самцов, преследуют самку. Затем самец приближается к самке, захватывает её за спину с помощью верхней челюсти и переворачивает за грудной плавник. После переворота самки на брюхо, самец вводит один из своих птеригоподиев в самку. Процесс оплодотворения продолжается 30—90 секунд.
Относится к яйцеживородящим организмам. Яйца вынашиваются в теле самки, вылупление внутреннее. Мальки питаются запасами желточного мешка до выхода в окружающую среду. Развитие эмбрионов продолжается около одного года. Самка рождает от одного до четырёх детёнышей. Ширина диска новорождённых особей составляет 170—350 мм.

### Питание

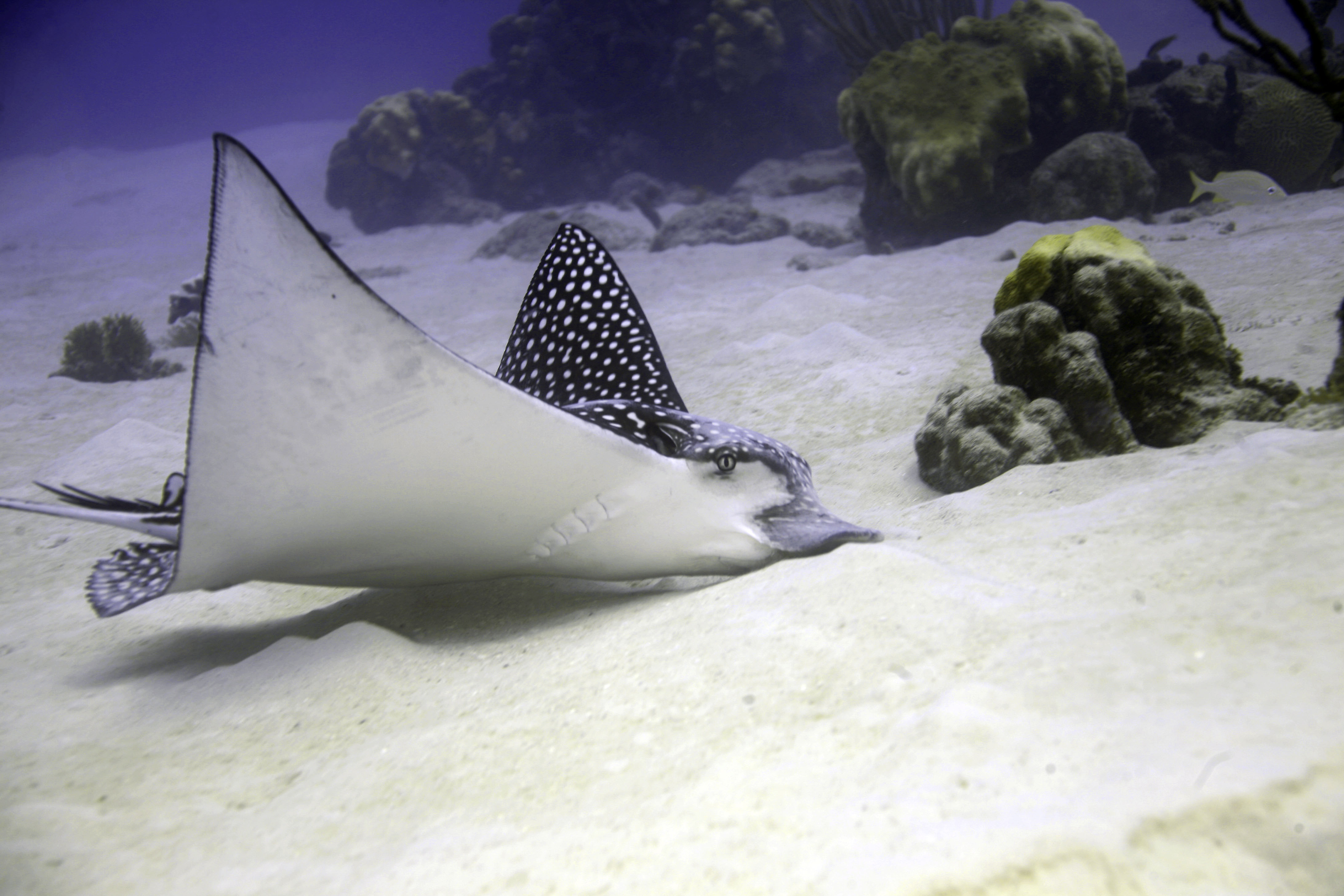
Пятнистый орляк в поисках пищи на дне

Питается преимущественно двустворчатыми моллюсками, включая разнозубых, креветками, крабами, брюхоногими моллюсками и другими бентическими организмами. Из ракообразных в рационе преобладают высшие раки (лат. Malacostraca). В желудках встречаются также раки-отшельники, осьминоги и мелкие рыбы.
Специализированная V-образная структура расположения зубов помогает скатам размалывать твёрдые раковины моллюсков .
Нет различий в нагульных местообитаниях у самцов и самок, а также у скатов из разных частей ареала.
Наблюдается уникальное среди скатов поведение, когда пятнистые орляки закапываются рылом в песок, окружая себя облаком песка, которое извергается через жабры. Таким способом они добывают организмы, зарывающиеся в песок.

## Ареал и места обитания
Пятнистые орляки широко распространены в тропических и субтропических областях всех океанов, включая Мексиканский залив, Гавайи, атлантическое побережье Африки, Индийский океан, Океанию и оба побережья Тихого океана.
В западной части Атлантического океана встречаются от побережья Северной Каролины и Флориды до юга Бразилии; в Индийском океане — от Красного моря до юга Африки. В восточной части Тихого океана обнаружены от Калифорнийского залива до Пуэрто-Писарро (Перу), а также в районе Гавайских островов; в западной Пацифике — от Японии до Австралии.
Тяготеют к мелководным прибрежным водам с коралловыми рифами и заливами. Заходят в лагуны и эстуарии рек. Встречаются от поверхности до глубины 80 м. Ведут одиночный образ жизни, но могут формировать стаи до нескольких сотен особей. Большую часть времени проводят, свободно плавая близко к поверхности. Могут перемещаться на большие расстояния в течение суток.

## Взаимодействие с человеком
Характерная окраска верхней стороны тела делает пятнистого орляка привлекательным для аквариумистики, но из-за крупных размеров его часто демонстрируют только в больших публичных аквариумах и океанариумах. Пятнистые орляки редко взаимодействуют с человеком, однако зафиксировано два случая попадания в лодку выпрыгнувших из воды скатов, и один случай смерти женщины во Флориде-Кис, на которую упал скат . Этот вид скатов не испытывает значительного влияния со стороны человека вследствие своей осторожности и пугливости. Хотя пятнистые орляки обычно избегают встречи с аквалангистами, они все-таки представляют потенциальную опасность из-за наличия ядовитых шипов у основания хвоста. Ограниченный промысел этого вида тралами, сетями и ярусами ведётся в прибрежных зонах на протяжении всего ареала. Часто попадается в виде прилова при промысле других видов. Иногда случайно попадается рыбакам-любителям, оказывая при вываживании яростное сопротивление. Мясо низкого качества, поэтому редко используется в пищу. Идет на изготовление рыбной муки и масла.
Международный союз охраны природы присвоил этому виду статус «близок к уязвимому положению». Такое решение принято в связи с тем, что пятнистый орляк очень чувствителен к любым внешним негативным воздействиям из-за низкой плодовитости и позднего возраста созревания.
В ряде стран предпринимаются меры по сохранению этого вида. В частности, на юге Африки принято решение о сокращении количества сетей, защищающих пляжи от акул. Эта мера поможет снизить смертность скатов, связанную с запутыванием в сетях. В Южной Африке также существуют ограничения на количество скатов, которое может быть куплено ежедневно одним человеком. В штате Флорида промысел, сдача улова, и любые торговые операции с данным видом объявлены вне закона. Пятнистый орляк имеет охранный статус на Большом Барьерном рифе вдоль восточного побережья Австралии.